# Novokameanka, Kahovka
Novokameanka (în ucraineană Новокам'янка) este o comună în raionul Kahovka, regiunea Herson, Ucraina, formată numai din satul de reședință.

## Demografie
Componența lingvistică a comunei Novokameanka
     Ucraineană (93,62%)
     Rusă (6,22%)
Conform recensământului din 2001, majoritatea populației comunei Novokameanka era vorbitoare de ucraineană (93,62%), existând în minoritate și vorbitori de rusă (6,22%).